# 이미지 편집

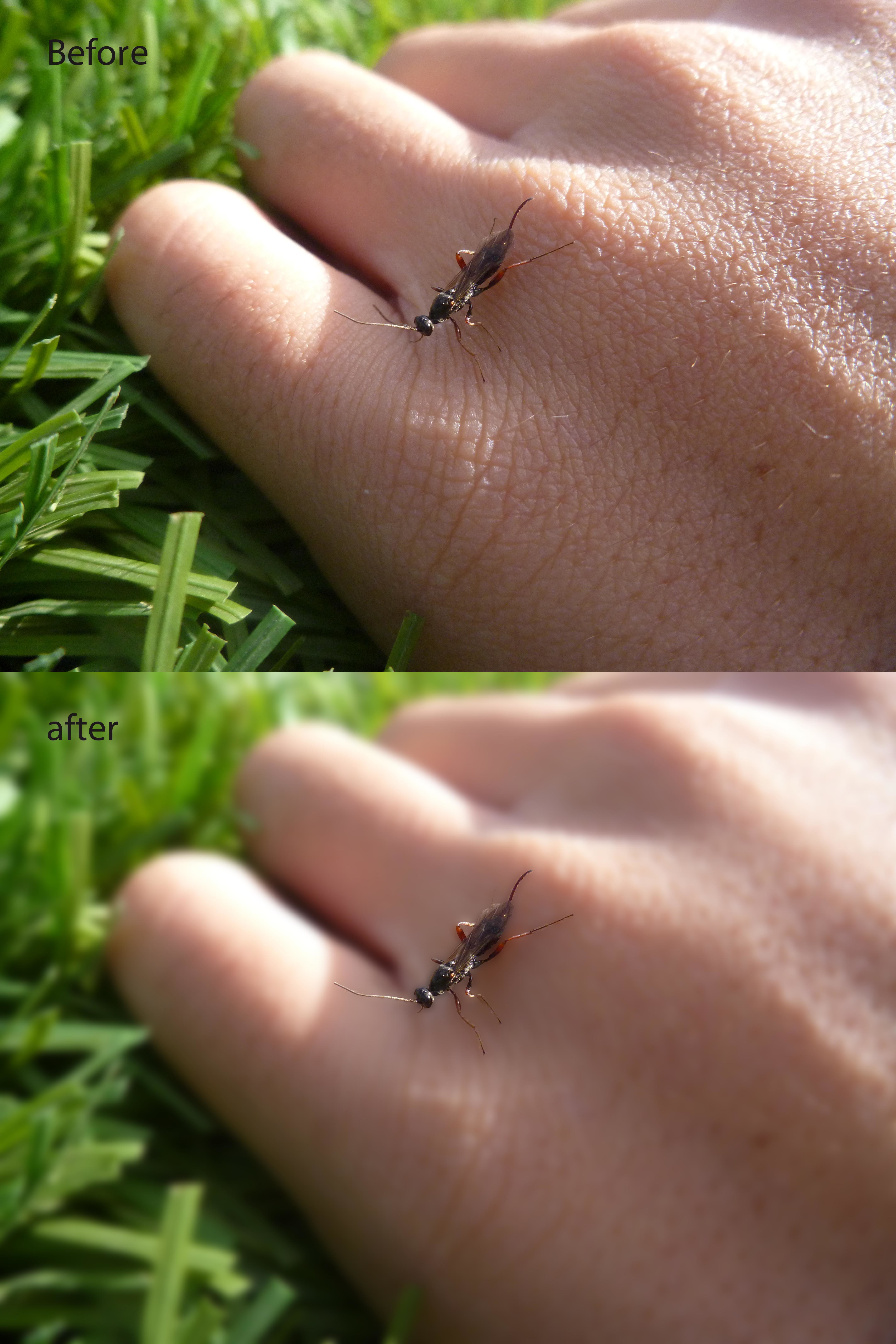
가우시안 블러를 사용하여 보케 효과를 낸 사진

이미지 편집(영어: image editing, 일본어: 画像編集)은 디지털 사진이나 은염사진이나 일러스트레이션 등의 이미지를 변화시키는 과정을 말한다. 디지털 스캐너와 디지털 카메라가 주류가 되기 이전의 사진 이미지 편집은 에어브러시 등의 도구로 수정하거나 화필 등으로 일러스트레이션을 수정하는 것이 일반적이었다. 그러나 디지털 이미지가 등장해 아날로그 이미지 편집은 거의 사용하지 않게 되었다. 그래픽 소프트웨어에는 벡터 이미지를 다루는 드로잉 소프트웨어, 비트맵 이미지를 다루는 페인트 소프트웨어, 3차원 컴퓨터 그래픽스용의 모델러 등이 있어 이미지를 조작, 수정, 변환하는 데 사용된다.
이미지 편집 소프트웨어는 컴퓨터 아트 등의 예술에도 이용되고 있다.

## 같이 보기
- 디지털 이미지
- 색 공간
- 컴퓨터 그래픽스
- 디지털 화상 처리
- 시각 예술
- 상의 일그러짐
- 디지털 화상 처리